# K-100
《K-100》（1977年1月22日－2005年9月17日）是香港無綫電視的常態性娛樂資訊節目，節目中包含了藝員及名人訪問，電視廣播城介紹，TVB節目預告和花絮，及報告無綫電視業務的最新動態。此節目經常在星期五、六、日晚上播放。

## 歷史
《K-100》於1977年1月22日開始播映，這個節目名稱源自當時無綫電視在九龍中央郵政局的郵政信箱號碼。過去香港的郵箱以郵局簡寫開首，而當時TVB的郵箱號碼剛好是100號，所以就用了《K-100》這個名稱。其後全港郵箱編號合一，改為“70100”號，但節目名稱依舊不變。
1981年暑假，期間限定特設獨立節目《小小K-100》，由王愛明主持，介紹翡翠台當年暑期兒童節目。
長期以來《K-100》都是無綫對外公佈節目資訊的官方渠道，因此有人認為其立場官方味道甚重。為了吸引觀眾，自九十年代中起，這個節目中加插報告在上周無綫電視部分節目的收視，名為「收視龍虎榜」；又為拉近與電視觀眾的距離及了解市民口味，推出了「K-100自由講」環節，於香港各大商場設置攤位讓電視觀眾表達對無綫電視的意見。
由於《K-100》官方味道甚濃，在電視整體收視大不如前下，更難吸引觀眾收看，即使有自由講和收視龍虎榜，《K-100》始終無甚起色。結果於2005年9月17日播放1449集後，這輯《K-100》便成為最後一集，正式跟觀眾再見。
本節目停播十年後，2015年10月5日，新節目一綫娛樂延續其功能，直至2016年9月5日節目停播。

## K-100畫報
1981年6月，無綫電視母公司以此節目為概念開辦全彩色印刷的月刊《K-100畫報》，介紹該台動態及藝員，一度與旗下週刊《香港電視》雙線出版版。隨著《香港電視》全彩色化，《K-100畫報》後於1984年11月結束，共發行43期。

## 歷年主持
- 何守信（1977-1980）（第一代主持）
- 韓馬利（1977）（第一代主持）
- 陳復生（1977）
- 廖安麗（1977-1981）
- 常玉霞（1977）
- 湯鎮業（1979）
- 黃淑儀（1980）
- 陳秀珠（1980-1982）
- 林漪娸（1980）
- 呂靜紅（1981）
- 羅偉平（1981）
- 葉特生（1982-1984）
- 符鈺晶（1982）
- 狄寶娜摩亞（1982）
- 李司棋（1983-1984、1992）
- 汪明荃（1983、1990-1992）
- 藍潔瑛（1983）
- 鍾子綸（1983-1984、1987-1988）
- 鮑寶齡（1983-1984）
- 鄺佐輝（1984-1988）
- 陳婉珍（1984）
- 司馬燕（1984）
- 吳桂芳（1984）
- 麥劍秋（1984）
- 劉淑華（1984）
- 鮑翠薇（不詳）
- 杜德偉（1986）
- 林志美（1986）
- 崔嘉寶（1987）
- 梁淑貞（1987）
- 黃子揚（1988）
- 鍾淑慧（1988-1990）
- 周國麟（1988-1989）
- 白　茵（1988-1989）
- 羅嘉良（1988-1989）
- 張郁蕾（1988-1989）
- 丘國良（1988、1989）
- 杜麗莎（1989）
- 王維德（1989）
- 潘芳芳（1990-1991）
- 黃愛姍（1990）
- 潘宗明（1990-1993）
- 李秀媚（1991）
- 梁小冰（1991-1992）
- 黎芷珊（1992）
- 陳國邦（1992）
- 劉美娟（1993）
- 鄭敬基（1993）
- 翁杏蘭（1993）
- 周嘉玲（1993-1994）
- 宣　萱（1993-1994）
- 鍾漢良（1993-1994）
- 陳啟泰（1993-1995）
- 車婉婉（1994）
- 陳法蓉（1994）
- 莫可欣（1994-1996）
- 陳芷菁（1994-1996）
- 鄧梓峰（1996）
- 梁榮忠（1996）
- 陳彥行（1996-1997）
- 林曉峰（1996-1997）
- 張錦程（1996-1998）
- 吳家樂（1997-1999）
- 王賢誌（1998-2001）
- 黃𨥈瑩（1997-1999）
- 歐子欣（1999-2001）
- 陳鍵鋒（2000）
- 羅敏莊（2001）
- 江芷妮（2001-2002）
- 張熙傑（2000-2001）
- 阮德鏘（2002-2003）
- 李天翔（2002-2004）
- 水明琪（2002-2003）
- 劉綽琪（2003-2005）（最後一代主持）
- 崔建邦（2003-2005）（最後一代主持）
- 唐詩詠（2004-2005）（最後一代主持）

## 主題曲
1996年起，《K-100》加插主題曲，並且有兩首，均由黎明主唱。第一首歌名《非一般的晚上》，由黃偉年作曲，向雪懷作詞；第二首歌名《從過去到永遠》，由黎明（主唱者）作曲，黃偉文作詞。

## K-100 93 Q版
1993年，《K-100》推出新包裝，主持人以短劇方式介紹無綫電視各樣最新動態。

### 演出／主持
- 潘宗明 飾 司空無我
- 劉美娟 飾 上官翡翠
- 鄭敬基 飾 小龍呂
- 宣　萱 飾 韋小寶

## 外部連結
- K-100官方網頁 （页面存档备份，存于）
- 收視龍虎榜 （页面存档备份，存于）
- 網上自由講 （页面存档备份，存于）